# Cercomela
Genre
Le genre Cercomela regroupait des espèces de passereaux de la famille des Muscicapidae. À partir de la version 2.10 (2011) de la classification de référence du Congrès ornithologique international, les espèces de ce genre sont déplacées dans les genres Oenanthe et Emarginata. Ce changement s'appuie sur les travaux de Outlaw et al. (2010).

## Liste des espèces
D'après la classification de référence (version 2.5, 2010) du Congrès ornithologique international (ordre phylogénique) :
- Cercomela sinuata – Traquet aile-en-faux
- Cercomela schlegelii – Traquet du Karoo
- Cercomela fusca – Traquet bistré
- Cercomela tractrac – Traquet tractrac
- Cercomela familiaris – Traquet familier
- Cercomela scotocerca – Traquet à queue brune
- Cercomela dubia – Traquet sombre

Remarque
L'espèce anciennement nommée Cercomela sordida (Ruppell, 1837) – Traquet afroalpin est devenue Pinarochroa sordida.